# Galanta
Galanta (ungerska: Galánta, tyska: Gallandau) är en liten stad med runt 16 000 invånare i Slovakien. Avståndet till Bratislava är 5 mil.